# Séparateur de graisse

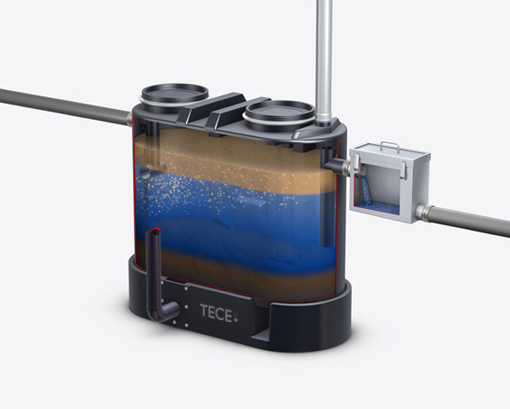
Schéma d'un séparateur de graisse : la graisse flotte au-dessus, la saleté se au-dessous et l'eau se trouve entre les deux

Un séparateur de graisse (également appelé séparateur à graisse, bac à graisse) est un dispositif de plomberie (un type de siphon hydraulique ) conçu pour intercepter la plupart des graisses et des solides avant qu'ils ne pénètrent dans un système d'évacuation des eaux usées.

## Présentation

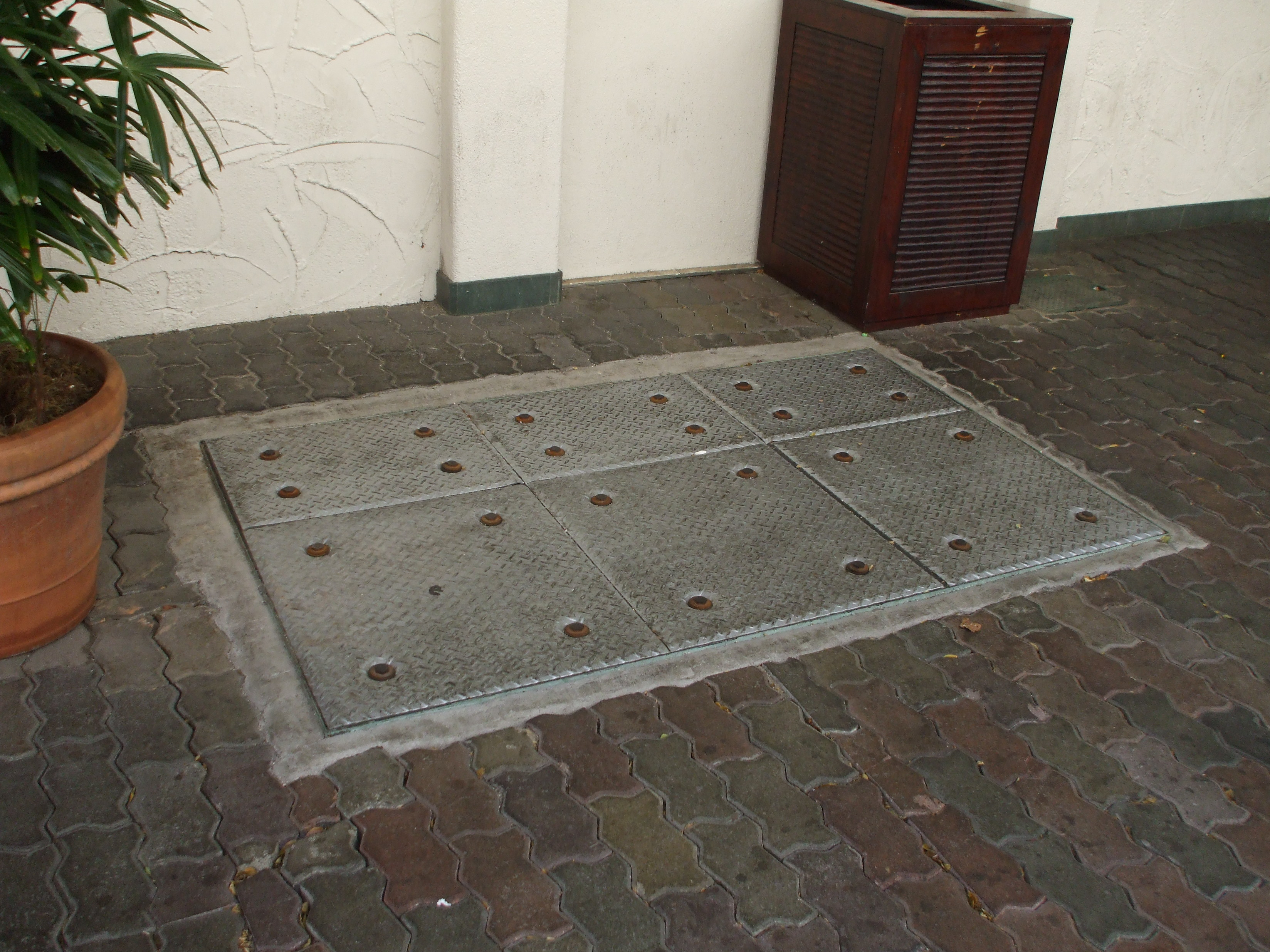
Séparateur de graisse enterré à l'extérieur d'un restaurant.

Les eaux usées courantes contiennent de petites quantités d'huiles qui pénètrent dans les fosses septiques et les installations de traitement pour former une couche d' écume flottante. Cette couche d'écume est digérée et décomposée très lentement par les micro-organismes lors du processus de digestion anaérobie. De grandes quantités d'huile peuvent submerger une fosse septique ou une installation de traitement, provoquant le rejet d'eaux usées non traitées dans l'environnement. Les graisses à viscosité élevée et les graisses de cuisson telles que le saindoux se solidifient lorsqu'elles sont refroidies et peuvent se combiner avec d'autres solides pour bloquer les canalisations. 
Les séparateurs de graisse sont installés dans  des restaurants, des abattoirs ou autres industries, souvent en fonction de la réglementation locale. 
Les séparateurs de graisse sont utilisés depuis l'époque victorienne : Nathaniel Whiting a obtenu le premier brevet à la fin des années 1800. Ils peuvent être fabriqués à partir de nombreux matériaux différents, tels que l'acier inoxydable, le plastique, le béton ou la fonte et peuvent présenter des dimensions variables ; la capacité de traitement (volume/temps) dépend largement de la taille du dispositif.        

## Fonctionnement
Lorsque la sortie de l'évier de cuisine pénètre dans le séparateur de graisse, les particules d'aliments solides coulent vers le bas, tandis que les graisses et huiles, plus légères, flottent vers le haut. L'eau quasiment exempte de graisse est ensuite introduite dans la fosse septique normale. Les solides au fond et la graisse flottante doivent être périodiquement éliminés d'une manière similaire au pompage d'une fosse septique.